# Kantongerecht Leiden

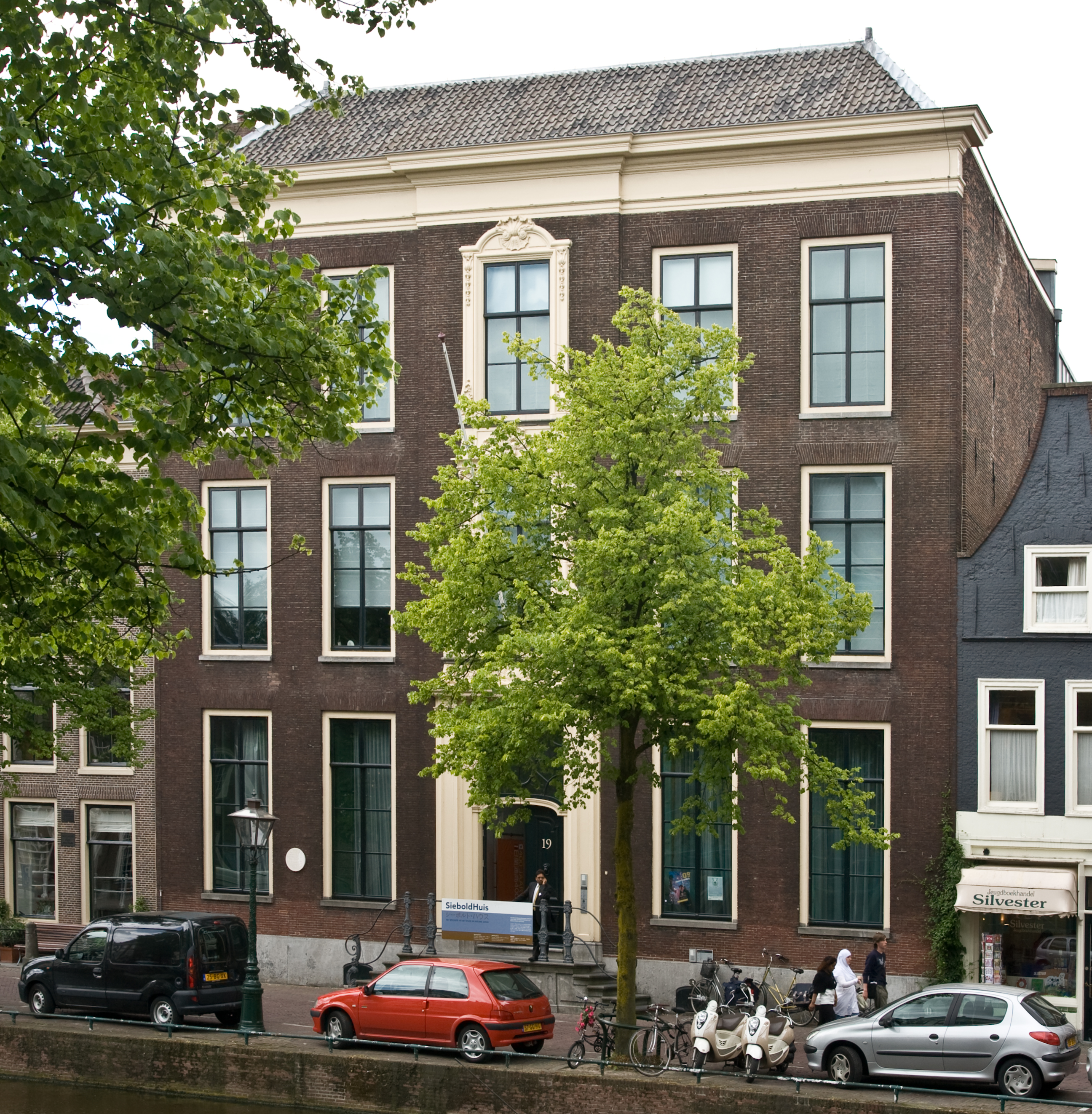
Rapenburg 19. Kantongerecht 1861 - 2000

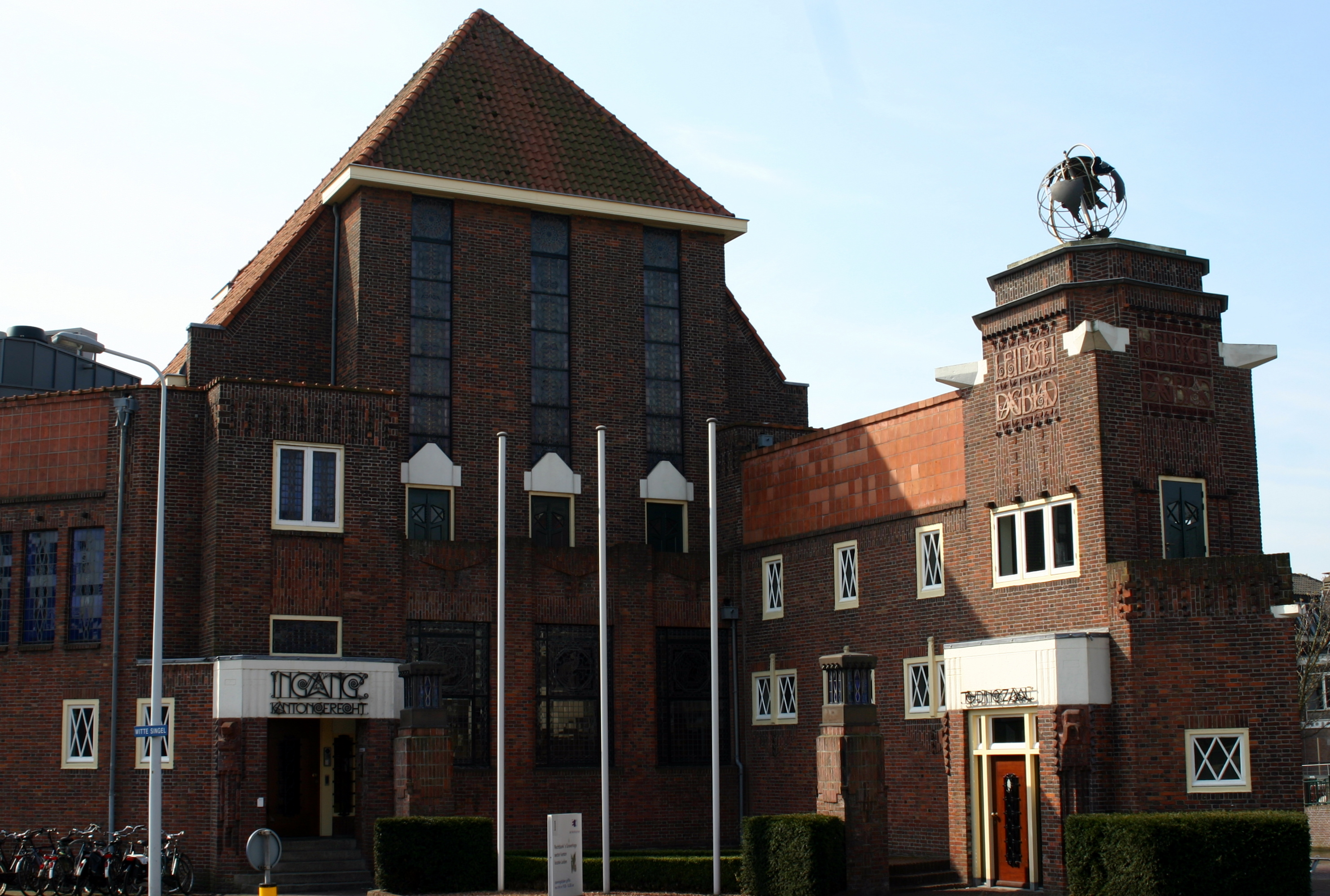
Witte Singel 1. In gebruik sinds 2000

Het kantongerecht Leiden was sinds 1838 bij de invoering van het Nieuwe Wetboek voor Burgerlijk Recht (NWB) en de Wet op de rechterlijke organisatie (Wet RO) een van de kantongerechten in Nederland. Hoewel niet gevestigd in een provinciehoofdstad was het kantongerecht in het Zuid-Hollandse Leiden - evenals de kantongerechten in Amsterdam en Rotterdam - toch aangewezen als kanton der 1ste klasse. 
Het kantongerecht Leiden maakte oorspronkelijk samen met die in Noordwijk, Woubrugge, Alphen en Woerden deel uit van het arrondissement Leiden. Nadat dit in 1877 werd opgeheven werden het kanton Leiden en een gedeelte van het kanton Noordwijk samengevoegd tot een nieuw kanton Leiden en deel van het arrondissement 's-Gravenhage. 
Het kantongerecht zetelde aanvankelijk samen met de arrondissementsrechtbank in het raadhuis. De behuizing was echter vrij krap; verschillende lokalen werden voor diverse doeleinden gebruikt. Dit leidde in 1853 zelfs tot het voorstel de monumentale Lakenhal te verbouwen tot rechtbank, hetgeen uiteindelijk niet doorging. In plaats daarvan werd op 3 januari 1861 voor vijftienduizend vijfhonderd gulden het huis aan het Rapenburg 19 gekocht (het huidige SieboldHuis), waarin zowel het kantongerecht als de arrondissementsrechtbank werden gehuisvest. Na de opheffing van de arrondissementsrechtbank in 1877 werden de vrijgekomen lokalen aanvankelijk gebruikt als telegraafkantoor. Uiteindelijk bleef het kantongerecht als enige gebruiker in het pand gevestigd.
In 2000 verhuisde het kantongerecht naar het voormalige gebouw van het Leidsch Dagblad aan de Witte Singel 1, waar toen ook de Reclassering werd ondergebracht. Inmiddels is het kantongerecht niet langer een afzonderlijk gerecht naast de rechtbanken, gerechtshoven en de Hoge Raad. Bij wijziging in 2001 van de wet op de Rechterlijke indeling van Nederland is het kantongerecht Leiden opgegaan in de regio Leiden van het arrondissement van de rechtbank Den Haag. De term ‘kantonrechter’ is echter nog blijven bestaan voor een rechter die, zoals in Leiden, de kantonzaken behandelt.

## Kantonrechters
| Rechter             | Toelichting    | Benoeming  |
| ------------------- | -------------- | ---------- |
| Mr. W. de Koning    | oudste in rang | 05-09-1960 |
| Mr. J.L. van Dijke  | oudste in rang | 23-11-1971 |
| Mr. H.B.M. Morshuis | oudste in rang | 30-03-1981 |
| Mr. S.H. Attema     |                | 29-12-1982 |
| Mr. J.A. Rigters    |                | 23-01-1984 |
| Mr. J.L.A. de Haan  |                | 24-06-1985 |